# Shane Byrne

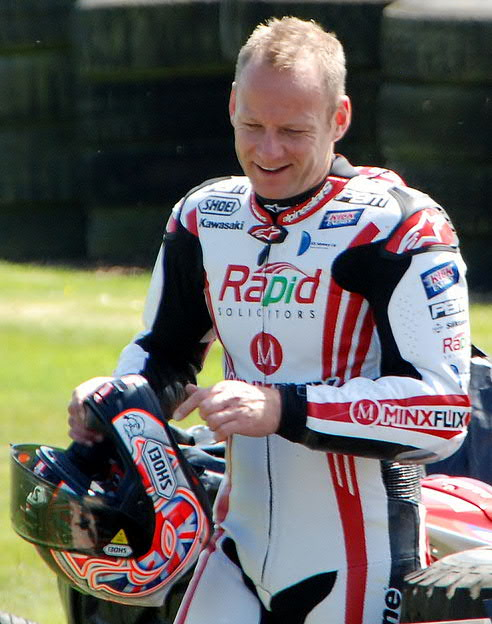
Shane Byrne op Oulton Park in 2013.

Shane Byrne (Lambeth, 10 december 1976) is een Brits motorcoureur. Hij is zesvoudig kampioen in het Brits kampioenschap superbike (2003, 2008, 2012, 2014, 2016 en 2017) en is hiermee recordhouder wat betreft het aantal titels in deze klasse. Ook heeft hij races gewonnen in het wereldkampioenschap superbike en heeft hij deelgenomen aan de MotoGP.

## Carrière
Byrne begon zijn carrière bij het magazine Fast Bikes, waarvoor hij diverse motorfietsen testte. Daarnaast nam hij deel aan circuitdagen op Oulton Park en maakte hierbij indruk op zijn toekomstige teambaas Paul Bird. In 1998 debuteerde hij in de wereldserie Supersport op een Yamaha in de race op Brands Hatch, maar kwam hierin niet aan de finish. In 1999 maakte hij zijn debuut in het Brits kampioenschap superbike voor een privéteam dat met een Kawasaki reed. Hij behaalde zijn beste resultaat met een vijfde plaats op Donington Park en werd met 67 punten vijftiende in het klassement. In 2000 stapte hij over naar een Honda, maar kwam opnieuw niet verder dan een vijfde plaats op Brands Hatch. Met 80 punten werd hij veertiende in de eindstand.
In 2001 stapte Byrne binnen het Brits kampioenschap superbike over naar een Suzuki. Hierop verbeterden zijn resultaten en hij eindigde vijf keer in de top 5, alhoewel hij geen podiumplaatsen behaalde. Met 204 punten werd hij achtste in de rangschikking. In 2002 kwam hij in de klasse uit op een Ducati en won hij zijn eerste race op Donington. Hij voegde hier nog twee zeges aan toe op het Knockhill Racing Circuit en het Thruxton Circuit. Met 294,5 punten werd hij vierde in het kampioenschap. Dat jaar maakte hij tevens zijn debuut in het wereldkampioenschap superbike tijdens de twee Britse raceweekenden. Een vijfde plaats op Silverstone was zijn beste klassering. In 2003 behaalde Byrne twaalf overwinningen uit 24 races in het Britse kampioenschap en behaalde zo met 488 punten zijn eerste titel in de klasse. Ook won hij dat jaar in het WK superbike beide races op Brands Hatch, waar hij aan deelnam als wildcardcoureur.

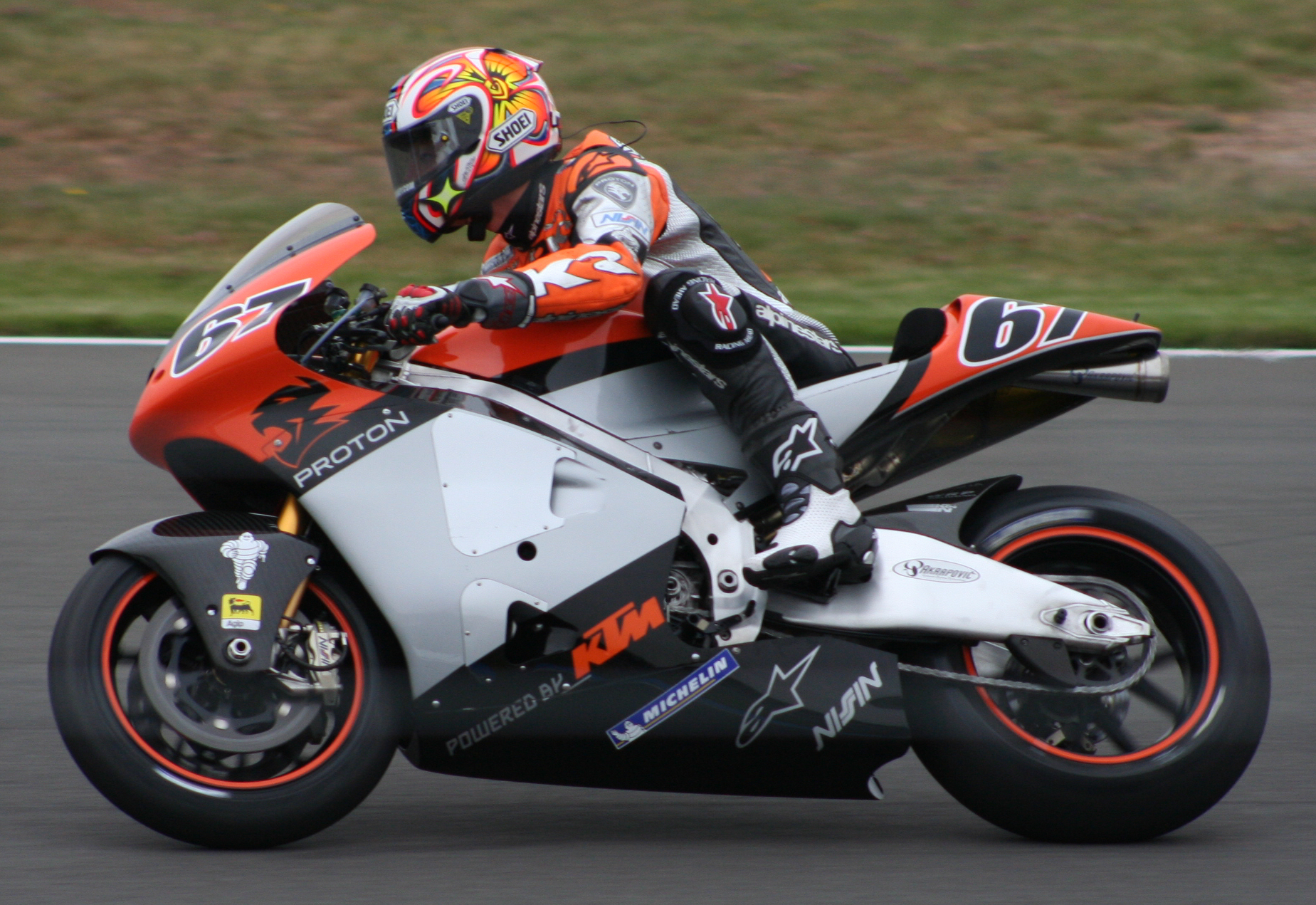
Shane Byrne op Donington Park in 2005.

In 2004 debuteerde Byrne in de MotoGP-klasse van het wereldkampioenschap wegrace op een Aprilia. Hij kende een lastig seizoen, waarin hij zeven races moest missen vanwege diverse blessures. Een tiende plaats in Italië was zijn beste resultaat. Met 18 punten werd hij twintigste in de eindstand. In 2005 stapte hij over naar het team van Kenny Roberts senior en reed hij op een Proton. De motor was niet competitief genoeg en het team moest de tweede seizoenshelft missen vanwege een ruzie met de fabrikant. Byrne reed nog wel twee races voor Camel Honda als vervanger van de geblesseerde Troy Bayliss en behaalde hierbij in Qatar zijn beste klassering van het seizoen met een dertiende plaats. Met 6 punten eindigde hij op plaats 24 in het klassement.
In 2006 keerde Byrne terug naar het Brits kampioenschap superbike op een Suzuki. Hij behaalde zijn enige overwinning van het seizoen op Knockhill en stond in drie andere races op het podium. Met 224 punten werd hij zesde in het eindklassement. In 2007 stapte hij over naar een Honda en behaalde hij opnieuw een zege, ditmaal op Mallory Park, en stond hij nog negen keer op het podium. Met 293 punten eindigde hij als vijfde in het kampioenschap. In 2008 won hij tien races en stond hij slechts driemaal niet op het podium. Met 474 punten wist hij voor de tweede keer het kampioenschap op zijn naam te schrijven.
In 2009 reed Byrne zijn eerste volledige seizoen in het WK superbike op een Ducati. Hij behaalde een podiumplaats in de eerste race op Misano en werd zo met 192 punten achtste in de eindstand. Ook reed hij dat jaar in een race van het Italiaans kampioenschap superbike, ook op een Ducati, op het Autodromo Nazionale Monza. Hij behaalde de pole position, de snelste ronde en de overwinning in deze race. In 2010 reed hij opnieuw in het WK op een Ducati als teamgenoot van Carlos Checa. Hij eindigde geen enkele keer in de top vijf, met drie zesde plaatsen in Portimão, Salt Lake City en Imola als beste resultaten, en was standaard langzamer dan Checa. Met 169 punten werd hij tiende in het kampioenschap.

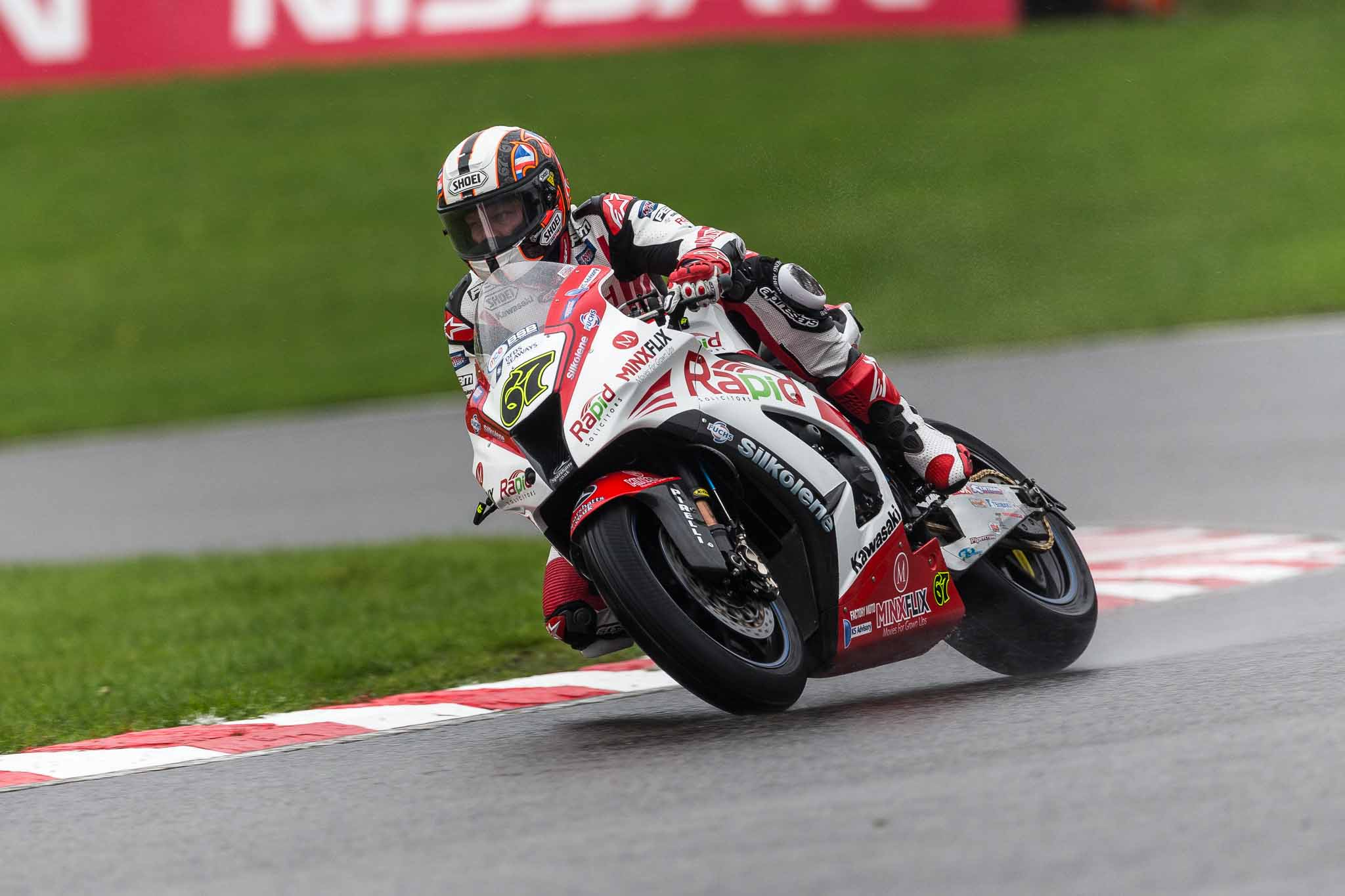
Shane Byrne op Brands Hatch in 2013.

In 2011 keerde Byrne wederom terug naar het Brits kampioenschap superbike en kwam hierin uit op een Honda. Hij won de eerste race van zijn terugkeer op Brands Hatch en behaalde ook zeges op het Croft Circuit en Thruxton, voordat hij het seizoen afsloot met nog drie zeges op Brands Hatch. Met 625 punten werd hij achter Tommy Hill en John Hopkins derde in de rangschikking. In 2012 stapte hij over naar een Kawasaki en behaalde hij acht overwinningen, waaronder drie in hetzelfde weekend in de seizoensafsluiter op Brands Hatch. Met 683 punten werd hij voor de derde keer gekroond tot kampioen in de klasse. In 2013 won hij tien races en behaalde hij nog elf podiumplaatsen, maar viel hij ook een aantal keren uit. Hierdoor werd hij met 636 punten tweede in het klassement, met zeven punten achterstand op Alex Lowes.
In 2014 won Byrne tien races in de klasse en behaalde hij nog dertien andere podiumplaatsen. Met 682 punten werd hij voor de vierde keer kampioen. In 2015 behaalde hij zeven zeges en tien andere podiumplaatsen. Hij scoorde opnieuw 682 punten, maar werd ditmaal achter Josh Brookes tweede in de eindstand. In 2016 stapte zijn team over naar Ducati-motoren, waarop hij negen overwinningen en zeven andere podiumfinishes behaalde. Met 669 punten werd hij weer kampioen in de klasse. In 2017 behaalde hij zeven zeges en zes andere podiumplaatsen. Met 637 punten haalde hij zijn zesde kampioenschap binnen, waardoor hij twee keer zoveel titels had dan iedere andere coureur die in de klasse heeft gereden.
In 2018 stond Byrne na drie raceweekenden derde in het Brits kampioenschap superbike, met onder meer een overwinning op Brands Hatch. Bij een testsessie op het Snetterton Motor Racing Circuit liep hij meerdere blessures op toen hij crashte, en brak hij veel botten in zijn bovenlichaam. Hij moest voor langere tijd revalideren en zijn carrière als motorcoureur kwam hiermee tot een voorlopig einde. Sinds 2019 is hij werkzaam als motorsportcommentator bij de Britse versie van Eurosport.